# Otoblastus townesi
Otoblastus townesi är en stekelart som beskrevs av Dmitriy R. Kasparyan 1993. Otoblastus townesi ingår i släktet Otoblastus och familjen brokparasitsteklar. Inga underarter finns listade i Catalogue of Life.